# 乌恩贾
乌恩贾（Unjha），是印度古吉拉特邦Mahesana县的一个城镇。总人口53868（2001年）。

## 人口
该地2001年总人口53868人，其中男性28425人，女性25443人；0—6岁人口5512人，其中男3233人，女2279人；识字率76.87%，其中男性为80.12%，女性为73.25%。